# Хайду (Угэдэид)
Хайду, Кайду (монг. Хайду?, ᠬᠠᠢ᠌ᠳᠤ?; ок. 1236 — 1301) — внук монгольского каана Угэдэя, правнук Чингиз-хана, фактический правитель Чагатайского улуса (с 1271 года). Хайду, «последний паладин монгольской воинской славы», 
считавший, что власть в Монгольском улусе должна принадлежать Угэдэидам, вёл борьбу против великих ханов из дома Толуя, принявших титул императоров Юань. Первоначально располагая минимальными ресурсами, Хайду не только создал себе войско, храбрость и военные достоинства которого вошли в поговорку у монголов, но стал основателем империи, простиравшейся на всю Среднюю Азию.

## Ранние годы
Отцом Хайду был пятый сын Угэдэя Хашин. Он злоупотреблял вином, отчего умер молодым, ещё при жизни Угэдэя. Хайду воспитывался в ставке Чингисхана. Мать Хайду Шабканэ-хатун происходила из племени бекрин, или мекрин, которое жило в горной стране по соседству с уйгурами; по словам Рашид ад-Дина, бекрины были «не монголы и не уйгуры». Хайду по внешности был чистым монголом, среднего роста, почти безбородым. Он «был очень умным, способным и хитрым человеком». С дарованиями полководца Хайду соединял холодную расчетливость политика. Отличался от своих отца и деда тем, что никогда не пил ни вина, ни кумыса.

## Борьба за восстановление улуса
Во время последовавших за вступлением на престол Мункэ (1251) казней Угэдэидов Хайду сохранил жизнь, но был сослан в далёкий район Тарбагатая. При выступлении против Хубилая Ариг-Буги (1260) принял сторону последнего, надеясь, что потомки Толуя в раздорах сами приведут свой род к гибели. Когда Ариг-Буга покорился Хубилаю, Хайду не последовал его примеру и решился собственными силами защищать свои права на ханскую власть, которая, как он верил, должна принадлежать дому Угэдэя.
Не имея возможности прибегнуть к войскам своего улуса, фактически упразднённого Мункэ, Хайду начал борьбу с малыми силами. Он смог присоединить племя своей матери, бекрин, которое отличалось умением восходить на горы и в этом отношении было очень полезным на войне. В то же время он воспользовался войной между Чагатаидом Алгу и Берке. С помощью Джучидов Хайду овладел долиной Эмиля, Тарбагатаем и бассейном Чёрного Иртыша, восстановив часть Угэдэйского улуса. Алгу отправил против Хайду одного из своих эмиров, который был побеждён и убит. Затем Алгу послал одного из царевичей с большим войском, которому удалось победить Хайду. Смерть Алгу помогла ему утвердиться на захваченной территории.
Воспользовавшись тем, что новый правитель Чагатайского улуса Борак занят борьбой с Хубилаем, Хайду подчинил все области до Таласа. Опасаясь нападения Хайду на Мавераннахр, Борак выступил против него. По Рашид ад-Дину, в первом сражении на берегу Сырдарьи победу одержал Борак, и лишь потом, с помощью пославшего ему 50000 человек Менгу-Тимура, главы Джучиева улуса, перевес перешел на сторону Хайду. Вассаф сообщает только о походе Хайду и не упоминает о Менгу-Тимуре. Поражение Борака было настолько значительно, что он решился на отчаянные меры, чтобы получить средства для продолжения войны. Он хотел заставить жителей Бухары и Самарканда выйти из своего города и оставить всё своё имущество на разграбление войску. Требование было обращено к Тайгу и Нуши, начальствовавшим в обоих городах. Жители прибегли к заступничеству духовенства. Борак отказался от своего намерения, но наложил тяжелую контрибуцию на городских ремесленников; мастера днем и ночью были заняты выделкой оружия.
Во время этих приготовлений к войне Борак получил неожиданное известие о доброй воле своего победителя. Хайду отправил к нему своего двоюродного брата Кипчака, сына Кадана, с предложением мира и союза. Борак торжественно принял Кипчака в Самарканде, окруженный своими телохранителями. В знак приветствия царевичи, по монгольскому обычаю, подали друг другу чаши. Было решено собраться на курултай в следующем году.

## Курултай 1269 года
Весной 1269 года курултай был созван. По Вассафу, он произошел в Катванской степи, по Рашид ад-Дину — в долине Таласа. Последнее более вероятно, так как Хайду в качестве победителя должен был созвать курултай в своих владениях. В Катванской степи, вероятно, произошло только празднество, данное Бораком Кипчаку. С другой стороны, вопреки известию Рашид ад-Дина, сомнительно участие в курултае Менгу-Тимура. Едва ли правитель Джучиева улуса согласился бы совершить такое путешествие, хотя вполне возможно, что на курултае присутствовал один из Джучидов для защиты интересов своего улуса. Семь дней царевичи пировали; на восьмой день начались совещания при главенстве Хайду, который обратился к остальным царевичам с речью о мире. Борак требовал, чтобы ему, как законному преемнику Чагатая, был отведен юрт, который мог бы прокормить его войско. Ему отвели две трети Мавераннахра; остальной частью должны были владеть сообща Хайду и Менгу-Тимур. Решения, принятые на курултае, и сам характер переговоров показывают, что все участники были проникнуты духом Ясы и степными традициями.
Царевичи решили жить в горах и степях, не подходить к городам, не выпускать своих стад на пашни, не брать с жителей ничего, кроме законных податей. Управление оседлым населением было возложено на Масуд-бека, сына Махмуда Ялавача. Каждый из царевичей должен был довольствоваться теми тысячами и мастерскими в Бухаре и Самарканде, которые были отведены ему. Царевичи назвали друг друга андами (побратимами), обменялись одеждой и, по тюрко-монгольскому обычаю, «пили клятву», то есть обменялись друг с другом кубками и этим поклялись в неизменной верности. Источники не упоминают о провозглашении Хайду главой рода, о совершении над ним обряда вознесения на белом войлоке, то есть избрании ханом. Тем не менее, очевидно, что главенство в политической организации, установленной курултаем, принадлежало Хайду. Чтобы не допустить Борака к Бухаре, Хайду поставил отряд между городом и лагерем чагатайского царевича. Впоследствии Хайду обвинял Борака в том, что он не платил ему обещанной дани и даже бил его сборщиков; следовательно, Хайду считал себя вправе собирать подати во владениях всех участников курултая. Ещё твёрже стала его власть, когда после смерти Борака (1271) войско последнего присягнуло непосредственно ему; когда он в пограничных областях с владениями всех трех враждебных династий — Джучидов, Хулагидов и империи Юань мог поставить начальниками своих сыновей.

## Потомки

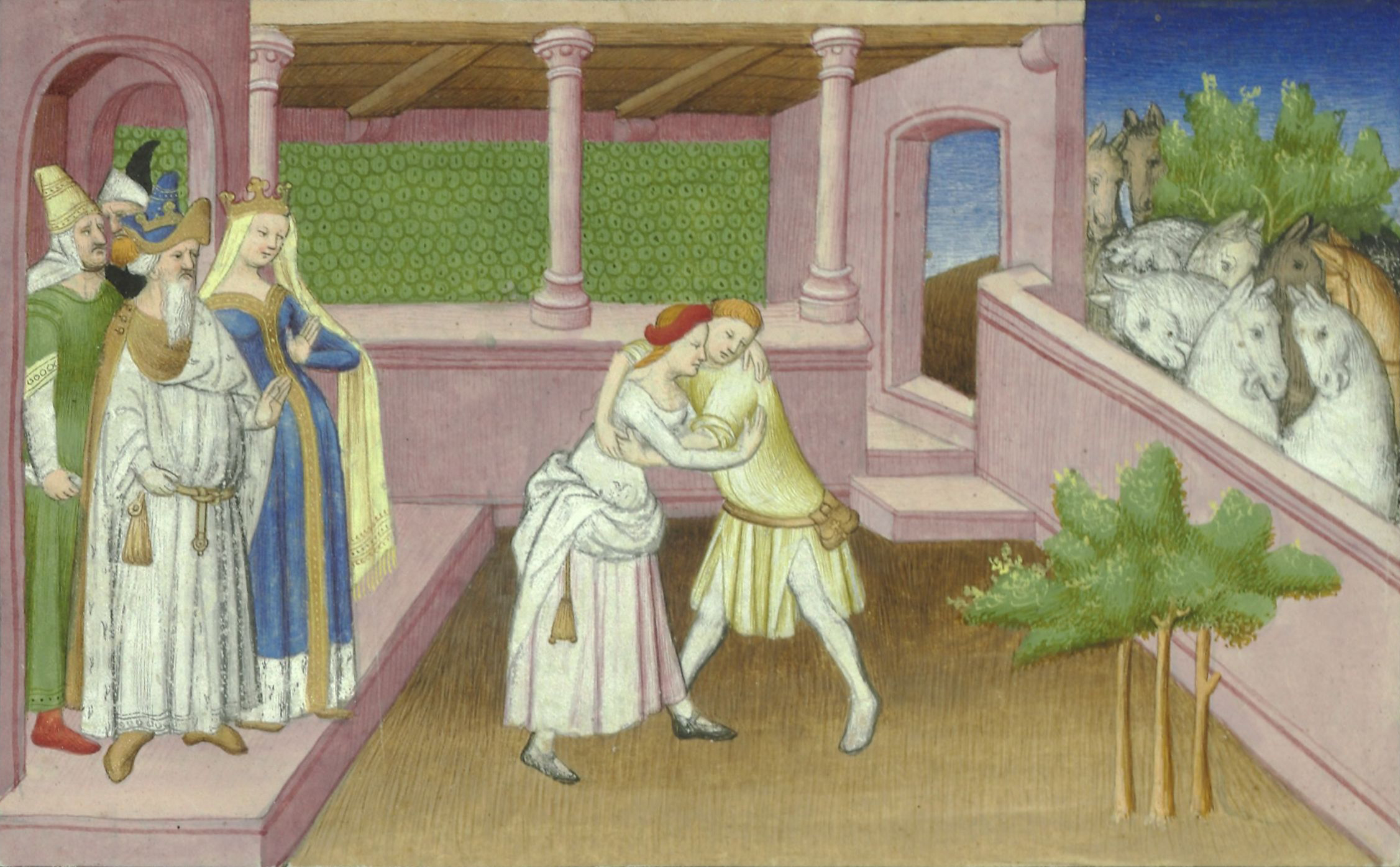
Хутулун борется с женихом. Миниатюра из Книги Марко Поло. XV век, Франция

По сведениям информаторов Рашид ад-Дина, у Хайду было 24 сына, из которых известны имена девятерых: Чапар, Янричар, Урус, Кудаур, Сурка-Бука, Ли-Бакши, Курил, Ику-Бука, Урук-Тимур. Старший сын Чапар наследовал своему отцу; власть у него оспаривал Урус. Есть сведения о двух дочерях Хайду: Хутулун-Чаха и Хорточин-Чаха.
О выдающихся качествах старшей дочери Хутулун независимо друг от друга сообщают Рашид ад-Дин и Марко Поло. Хутулун «вела себя на мужской лад», принимала участие в походах, после смерти отца сама хотела вершить дела государства. В напоминающем фольклорный рассказе Марко Поло Хутулун, не желая выходить замуж, устраивает каждому жениху состязание по борьбе; никто не может одолеть её.